# Epic Last Song
Epic Last Song è un singolo del gruppo musicale britannico Does It Offend You, Yeah?, pubblicato il 2 giugno 2008 come quarto estratto dal primo album in studio You Have No Idea What You're Getting Yourself Into.

## Tracce
CD promozionale (Regno Unito)
1. Epic Last Song (Radio Edit) – 3:19
2. Epic Last Song (Album Version) – 4:35
3. Epic Last Song (Instrumental) – 4:35

CD promozionale – remix (Regno Unito)
1. Epic Last Song (LifeLike Remix) – 6:52
2. Epic Last Song (Jack Beats Remix) – 5:20
3. Epic Last Song (Fury666 Remix) – 4:04
4. Epic Last Song (Original Mix) – 4:35
5. Epic Last Song (Instrumental) – 4:35

CD singolo (Regno Unito)
1. Epic Last Song – 4:35
2. Epic Last Song (LifeLike Remix) – 6:52

7" – parte 1 (Regno Unito)
- Lato A

1. Epic Last Song – 4:35

- Lato B

1. The Thing – 2:07

7" – parte 2 (Regno Unito)
- Lato A

1. Epic Last Song – 4:35

- Lato B

1. Epic Last Song (Jack Beats Remix) – 5:20

Download digitale
1. Epic Last Song (Radio Edit) – 3:16
2. Epic Last Song (Lifelike Remix) – 6:51
3. Epic Last Song (Jack Beats Remix) – 5:20
4. The Thing – 2:07

## Formazione
- James Rushent – voce, basso
- Morgan Quaintance – chitarra
- Dan Coop – sintetizzatore
- Rob Bloomfield – batteria

## Classifiche
| Classifica (2008) | Posizione massima |
| ----------------- | ----------------- |
| Regno Unito       | 91                |